# 닥터 프리즈너
《닥터 프리즈너》는 2019년 3월 20일부터 2019년 5월 15일까지 방영된 KBS 2TV 수목 미니시리즈이다.

## 줄거리
대형병원에서 의료 사고로 퇴출된 베테랑 외과 의사 나이제(남궁민)가 교도소 의료 과장으로 부임한 이후에, 죄수들을 진료하는 교도소 의무관들의 이야기를 극화한 서스펜스 메디컬 드라마이다.

## 등장 인물

### 주요 인물
- 남궁민 : 나이제 역 - 38세. 태강대학병원 응급의학센터의 에이스
- 권나라 : 한소금 역 - 33세. 여 재소자 부인과 담당 내과 의사 겸 정신건강의학과 복수 전공 의사
- 김병철 : 선민식 역 - 48세. 교도소 의료 과장
- 최원영 : 이재준 역 - 42세. 태강그룹 첫째 아들
- 박은석 : 이재환 역 - 35세. 태강그룹 둘째 아들
- 이다인 : 이재인 역 - 29세. 태강그룹 막내 딸
- 김정난 : 오정희 역 - 50세. 황제수용생활 중인 상류사회 큰 손
- 장현성 : 정의식 역 - 43세. 중앙지검 형사부장

### 태강그룹
- 김나무 : 이덕성 역 - 연령불명. 재준, 재환, 재인의 친부. 태강그룹 회장
- 진희경 : 모이라 역 - 50대. 재준의 계모. 재환과 재인의 친모. 태강병원 이사장
- 김대령 : 최정우 역 - 42세. 태강그룹 이재준 본부장의 비서, 총괄본부 기획실장

### 교도소 사람들
- 강신일 : 김상춘 역 - 58세. 상춘파 보스 무기징역수. 한성실업 고문
- 장준녕 : 태춘호 역 - 30대. 상춘파 넘버 투
- 강홍석 : 신현상 역 - 30대. 가리봉동파 보스

### 의료과
- 이준혁 : 고영철 역 - 42세. 교도소 의무관
- 이민영 : 복혜수 역 - 39세. 교도소 의료과 약제실 약사
- 배윤경 : 정세진 역 - 28세. 교도소 의료과 간호사
- 이용준 : 현재민 역 - 29세. 교도소 공보의
- 이현균 : 함길선 역 - 38세. 교도소 의료과 계장. 의료병동 간호조무사

### 교정 공무원
- 박수영 : 오철민 역 - 45세. 교도소 보안과장
- 박성근 : 김만철 역 - 53세. 교도소 보안소장

### 그 외 인물
- 미상 : 나석환 역
- 미상 : 오영주 역
- 하영 : 나이현 역 - 28세. 나이제의 여동생이자 간호사
- 려운 : 한빛 역 - 30세. 한소금의 동생
- 김미혜 : 모이라 비서 역
- 우미화 : 선민식 아내 김영선 역
- 오동민 : 문용성 역 - 의료사동 재소자. 마약 중독자
- 박태성 : 라일권 역 - 의료사동 사건 목격자
- 정인겸 : 선민중 역 - 55세. 전 대한의사협회 회장이자 선민재단 이사장. 선민식의 형
- 채동현 : 최동훈 역 - 37세. 태강 병원 응급의학과 전문의. 선민식의 심복이자 태강병원 라인 중 하나
- 강지후 : 강검사 역 - 중앙지검 형사부 검사
- 이남희 : 문회장 역
- 양대혁 : 강선우 역
- 백승익 : 홍남표 역
- 박세현

### 특별 출연
- 남경읍 : 정민제 의원 역 - 70세. 다선 국회의원이자 태강그룹 이덕성 회장의 오랜 친구
- 최덕문 : 장민석 역 - 나이제의 대학선배. 태강 병원 응급의료센터장
- 이주승 : 김석우 역 - JH철강 회장의 아들. 분노 조절 장애를 지닌 사이코패스. 데이트 폭력 가해자
- 김지은 : 오민정 역 - 김석우의 데이트 폭력 피해자
- 윤인조 : 여자 교도관 역
- 이재용 : 안진철 역- 특별사동 재소자. 전 국정원장

## 촬영지
- 베스티안병원
- 장흥교도소 - 서서울교도소
- 동작대교
- 올드문래

## 시청률
최저 시청률과 최고 시청률은 시청률 조사회사와 지역별로 시청률에 차이가 있을 수 있습니다.
| 2019년      | 2019년      | 2019년         | 2019년         | 2019년       | 2019년 |
| 회차        | 방송일      | TNmS 시청률    | AGB 시청률     | AGB 시청률   |        |
| 회차        | 방송일      | 대한민국(전국) | 대한민국(전국) | 서울(수도권) |        |
| ----------- | ----------- | -------------- | -------------- | ------------ | ------ |
| 제1회       | 3월 20일    | 9.0%           | 8.4%           | 8.6%         |        |
| 제2회       | 3월 20일    | 10.1%          | 9.8%           | 10.2%        |        |
| 제3회       | 3월 21일    | 10.8%          | 12.2%          | 12.8%        |        |
| 제4회       | 3월 21일    | 12.7%          | 14.1%          | 15.0%        |        |
| 제5회       | 3월 27일    | 11.3%          | 12.1%          | 12.2%        |        |
| 제6회       | 3월 27일    | 13.1%          | 13.9%          | 14.2%        |        |
| 제7회       | 3월 28일    | 11.8%          | 13.0%          | 14.0%        |        |
| 제8회       | 3월 28일    | 13.1%          | 14.5%          | 15.6%        |        |
| 제9회       | 4월 3일     | 12.0%          | 13.2%          | 13.5%        |        |
| 제10회      | 4월 3일     | 12.8%          | 15.4%          | 15.9%        |        |
| 제11회      | 4월 4일     | 11.5%          | 13.3%          | 15.0%        |        |
| 제12회      | 4월 4일     | 13.0%          | 14.6%          | 16.0%        |        |
| 제13회      | 4월 10일    | 12.0%          | 12.7%          | 13.3%        |        |
| 제14회      | 4월 10일    | 13.3%          | 15.2%          | 15.9%        |        |
| 제15회      | 4월 11일    |                | 12.5%          | 13.6%        |        |
| 제16회      | 4월 11일    | 14.7%          | 16.2%          |              |        |
| 제17회      | 4월 17일    | 12.4%          | 12.4%          | 12.9%        |        |
| 제18회      | 4월 17일    | 13.6%          | 14.5%          | 14.7%        |        |
| 제19회      | 4월 18일    | 11.8%          | 12.3%          | 13.5%        |        |
| 제20회      | 4월 18일    | 12.6%          | 14.7%          | 16.2%        |        |
| 제21회      | 4월 24일    | 11.8%          | 12.6%          | 13.2%        |        |
| 제22회      | 4월 24일    | 13.1%          | 14.6%          | 15.4%        |        |
| 제23회      | 4월 25일    | 10.9%          | 11.5%          | 13.2%        |        |
| 제24회      | 4월 25일    | 12.5%          | 13.4%          | 15.0%        |        |
| 제25회      | 5월 1일     | 11.7%          | 12.3%          | 12.9%        |        |
| 제26회      | 5월 1일     | 12.5%          | 13.6%          | 14.5%        |        |
| 제27회      | 5월 8일     | 11.0%          | 11.9%          | 13.2%        |        |
| 제28회      | 5월 8일     | 12.6%          | 14.5%          | 16.0%        |        |
| 제29회      | 5월 9일     | 11.0%          | 12.3%          | 13.7%        |        |
| 제30회      | 5월 9일     | 12.8%          | 14.2%          | 15.6%        |        |
| 제31회      | 5월 15일    | 12.2%          | 13.2%          | 14.7%        |        |
| 제32회      | 5월 15일    | 13.9%          | 15.8%          | 17.2%        |        |
| 평균 시청률 | 평균 시청률 |                | 13.2%          | 14.2%        |        |

## 결방 사유
- 2019년 5월 2일 : <닥터 프리즈너 압축판> 특별 편성으로 인해 결방

## 수상 및 후보
| 연도 | 시상식                         | 부문                             | 수상작(자)    | 결과 | 출처  |
| ---- | ------------------------------ | -------------------------------- | ------------- | ---- | ----- |
| 2019 | 제17회 2019 올해의 브랜드 대상 | 인물/문화 부문 - 올해의 드라마   | 닥터 프리즈너 | 후보 |       |
| 2019 | 제17회 2019 올해의 브랜드 대상 | 인물/문화 부문 - 올해의 남자배우 | 남궁민        | 후보 |       |
| 2019 | 제46회 한국방송대상            | 중단편 드라마 부문               | 닥터 프리즈너 | 후보 | [ 3 ] |
| 2019 | 제14회 서울 드라마 어워즈      | 한류드라마 우수 작품상           | 닥터 프리즈너 | 수상 | [ 4 ] |
| 2019 | 제12회 코리아 드라마 어워즈    | 작품상                           | 닥터 프리즈너 | 후보 |       |
| 2019 | 제12회 코리아 드라마 어워즈    | 작가상                           | 박계옥        | 후보 |       |
| 2019 | 제12회 코리아 드라마 어워즈    | 여자 신인상                      | 권나라        | 수상 |       |
| 2019 | KBS 연기대상                   | 남자 최우수상                    | 남궁민        | 후보 |       |
| 2019 | KBS 연기대상                   | 미니시리즈 부문 남자 우수상      | 남궁민        | 후보 |       |
| 2019 | KBS 연기대상                   | 미니시리즈 부문 남자 우수상      | 최원영        | 수상 |       |
| 2019 | KBS 연기대상                   | 미니시리즈 부문 여자 우수상      | 권나라        | 후보 |       |
| 2019 | KBS 연기대상                   | 미니시리즈 부문 남자 조연상      | 김병철        | 수상 |       |
| 2019 | KBS 연기대상                   | 미니시리즈 부문 남자 조연상      | 장현성        | 후보 |       |
| 2019 | KBS 연기대상                   | 미니시리즈 부문 여자 조연상      | 김정난        | 수상 |       |
| 2019 | KBS 연기대상                   | 여자 신인상                      | 권나라        | 수상 |       |
| 2019 | KBS 연기대상                   | 남자 신인상                      | 박은석        | 후보 |       |
| 2019 | KBS 연기대상                   | 베스트 커플상                    | 장현성·김정난 | 수상 |       |
| 2019 | KBS 연기대상                   | 네티즌상                         | 남궁민        | 후보 |       |
| 2019 | KBS 연기대상                   | 네티즌상                         | 권나라        | 후보 |       |
| 2019 | KBS 연기대상                   | 네티즌상                         | 김병철        | 후보 |       |
| 2019 | KBS 연기대상                   | 네티즌상                         | 최원영        | 후보 |       |

## 참고 사항
- 본 작품의 제목으로 사용된 '닥터 프리즈너'의 어원은, 의사를 뜻하는 '닥터(Doctor)'와 교도소 재소자, 죄수, 포로를 뜻하는 '프리즈너(Prisoner)'의 합성어에서 비롯된 말이므로, 코마츠 이시카와의 동명 원작 만화책 내용과는 전혀 관련이 없다.
- KBS 드라마본부의 문준하 기획 팀장의 인터뷰에서, "젊은 층들을 겨냥한 로맨틱 코미디물에만 치중했던 기존 상업적 트렌디 드라마와는 달리, 죄수들을 진료하는 교도소 의무관들의 이야기를 극화하여, 감옥과 메디컬 등 두 가지 요소를 가미한 색다른 형태의 서스펜스 메디컬 드라마이기 때문에, 주인공 나이제(남궁민)가 교도소에 나타나 기존 의료과장보다 더 악랄한 수법으로 형집행정지(형사소송법 제471조에 근거)를 만들어내면서 순식간에 카르텔의 핵심부에 진입한다"는 내용에 대해 "가진 자들에게 가진 자들의 룰로 대항하고, 악한 놈은 더 악한 방법으로 무너뜨리는 나이제의 악행(惡行)을 그린 성공 스토리로, 수 많은 시청자들에게 통쾌한 카타르시스를 전달하기 위해, 모든 계층이 지켜볼 수 있는 드라마로 방향을 잡았다"라고 덧붙였다.[5]

## 동시간대 드라마
- MBC 수목 미니시리즈

《봄이 오나 봄》 (2019년 1월 23일 ~ 2019년 3월 21일)
《더 뱅커》 (2019년 3월 27일 ~ 2019년 5월 16일)
- SBS 드라마 스페셜

《빅이슈》 (2019년 3월 6일 ~ 2019년 5월 2일)
《절대 그이》 (2019년 5월 15일 ~ 2019년 7월 11일)

## 같이 보기
- 대한민국의 텔레비전 드라마 목록 (ㄷ)
- 2019년 대한민국의 텔레비전 드라마 목록